# Bryan Tamacas
Bryan Alexander Tamacas López (ur. 21 lutego 1995 w San Salvadorze) – salwadorski piłkarz występujący na pozycji prawego obrońcy, reprezentant Salwadoru, od 2023 roku zawodnik amerykańskiego Oakland Roots.